# 宝恩山
宝恩山、または報恩山（ポウンさん）は、大韓民国全羅南道康津郡にある山の名である。その最高点は牛頭峰（우두봉; ウドゥボン）にあり、海抜439 mである。遠くから見ると牛が草を食んでいる形状（または横になった形状）に似ているとして牛頭峰と呼ばれる。
宝恩山は康津郡康津邑の北にあり、康津を見下ろす康津の鎮山である。国道2号線に並行して走っている。
宝恩山は康津郡の地元住民の間でハイキングで人気のある地域である。3つのコースがあり、もっとも長いものはおおよそ6 kmである。登山道は傾斜が急ではあるが危険な場所はなく、子どもや婦女子も十分登れるコースとなっているため、エクササイズや家族連れでのハイキングにちょうどよい。宝恩山牛頭峰の頂上に出て南を向けば、江津湾の生臭い潮の香りがそよぎ、干潟が発達した康津湾と康津邑内が一望できる。北を向けば、国立公園である月出山の壮大雄偉な山容が目の前に広がる。
山麓には散発的に湧水があり、1日およそ500人余りの周辺住民が汲みに来るほどの人気があるという。水質はアルカリ性で、ミネラルとしてカリウム、鉄、スズが他の清水に比べてより多く、皮膚病に良いという。
山麓の丘陵部に3寺刹あり、もっとも著名なものが、三国時代新羅の高僧密本（ミルボン）の創建という伝承のある金谷寺（クムコクサ）である。また、康津で18年間流謫生活を送った茶山（タサン）丁若鏞がおよそ1年間居住した宝恩山房のある高声寺（コソンサ）も次いで著名である。彼はしばしば寺僧とともに周辺の清水を求め、茶をたてたという。共に登山道の途中にあり、立ち寄ってみる価値は十分にある。